# Норборн-Естейтс (Кентуккі)
Норборн-Естейтс (англ. Norbourne Estates) — місто (англ. city) в США, в окрузі Джефферсон штату Кентуккі. Населення — 437 осіб (2020).

## Географія
Норборн-Естейтс розташований за координатами 38°14′48″ пн. ш. 85°38′47″ зх. д. / 38.24667° пн. ш. 85.64639° зх. д. (38.246551, -85.646517).  За даними Бюро перепису населення США в 2010 році місто мало площу 0,21 км², уся площа — суходіл.

## Демографія
Згідно з переписом 2010 року, у місті мешкала 441 особа в 168 домогосподарствах у складі 130 родин. Густота населення становила 2133 особи/км².  Було 175 помешкань (846/км²).
Расовий склад населення:
| - 98,4 % — білих - 1,1 % — чорних або афроамериканців - 0,5 % — азіатів |

До двох чи більше рас належало 0,0 %. Частка іспаномовних становила 1,6 % від усіх жителів.
За віковим діапазоном населення розподілялося таким чином: 27,9 % — особи молодші 18 років, 61,7 % — особи у віці 18—64 років, 10,4 % — особи у віці 65 років та старші. Медіана віку мешканця становила 43,0 року. На 100 осіб жіночої статі у місті припадало 83,0 чоловіків;  на 100 жінок у віці від 18 років та старших — 91,6 чоловіків також старших 18 років.
Середній дохід на одне домашнє господарство  становив 163 388 доларів США (медіана — 139 750), а середній дохід на одну сім'ю — 187 572 долари (медіана — 172 750). За межею бідності перебувало 1,0 % осіб, у тому числі 0,0 % дітей у віці до 18 років та 1,8 % осіб у віці 65 років та старших.
Цивільне працевлаштоване населення становило 232 особи. Основні галузі зайнятості: освіта, охорона здоров'я та соціальна допомога — 31,9 %, науковці, спеціалісти, менеджери — 16,4 %, роздрібна торгівля — 9,5 %, фінанси, страхування та нерухомість — 9,1 %.